# 1903 en mathématiques
Cet article présente les faits marquants de l'année 1903 en mathématiques.

## Évènements
- 30 octobre : le mathématicien américain Frank Nelson Cole, lors d'une réunion à New York de l'American Mathematical Society, expose sa découverte de la factorisation M67 = 193 707 721×761 838 257 287[1], après avoir essayé tous les dimanches pendant 3 ans[2].
- Dans son article intitulé Neuer Beweis des Primzahlsatzes und Beweis des Primidealsatzes publiée dans les Mathematische Annalen, le mathématicien allemand Edmund Landau donne une démonstration simplifiée du théorème des nombres premiers[3].

## Naissances

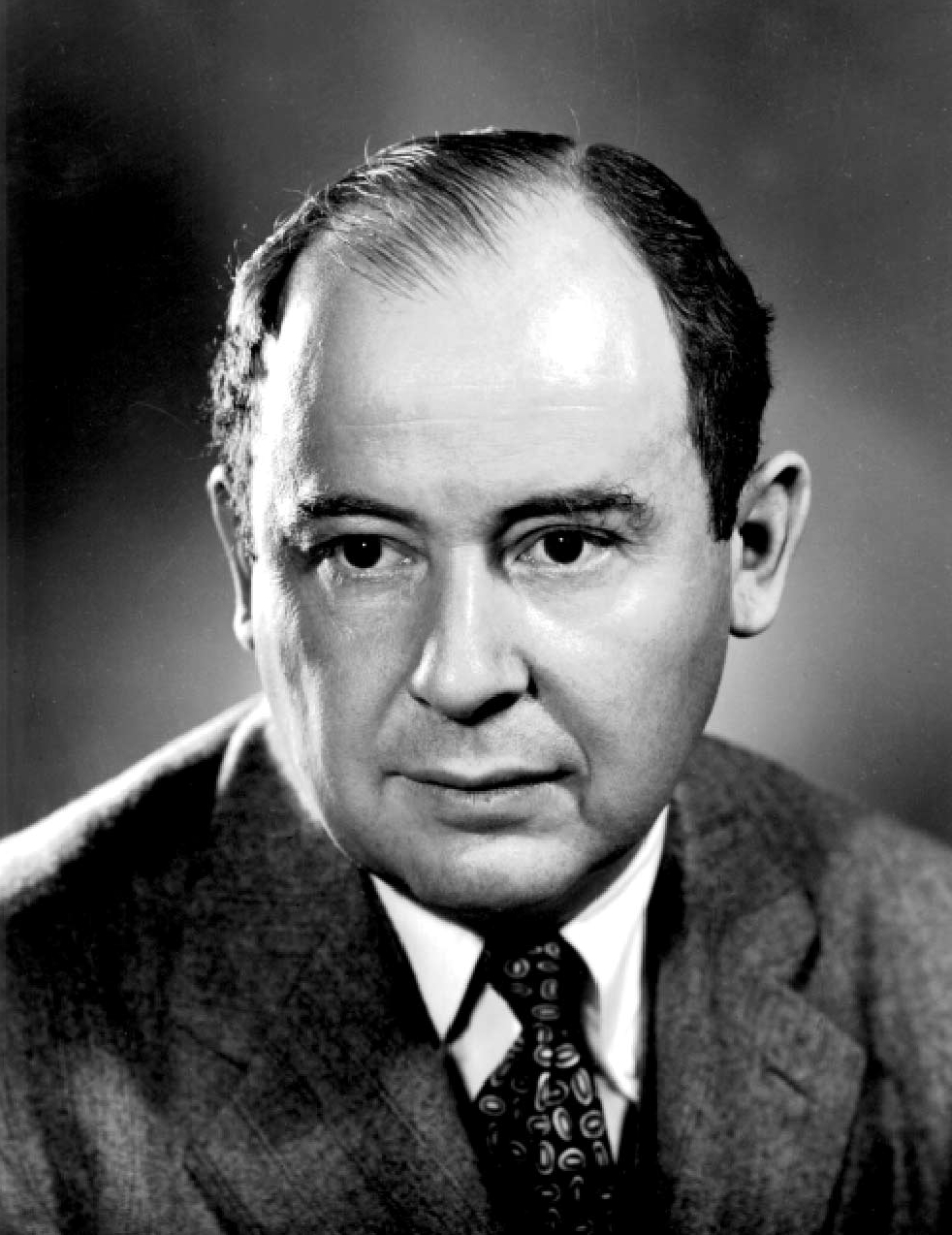
John von Neumann

- 27 janvier : Howard Percy Robertson (mort en 1961), mathématicien et cosmologiste américain.
- 2 février : Bartel Leendert van der Waerden (mort en 1996), mathématicien néerlandais.
- 3 février : Heinrich Grell (mort en 1974), mathématicien allemand.
- 4 février : Oliver Graham Sutton (mort en 1977), mathématicien et météorologue britannique.
- 21 février : Raymond Queneau (mort en 1976), romancier, poète, dramaturge français, cofondateur du groupe littéraire Oulipo et mathématicien français.
- 22 février : Frank Ramsey (mort en 1930), mathématicien et logicien anglais.
- 27 mars : Reo Fortune (mort en 1979), anthropologue et mathématicien néo-zélandais.
- 8 avril : Marshall Stone (mort en 1989), mathématicien américain.
- 21 avril : Isaac Jacob Schoenberg (mort en 1990), mathématicien roumain.
- 25 avril : Andreï Kolmogorov (mort en 1987), mathématicien russe.
- 15 mai : Jean Cavaillès (mort en 1944), mathématicien et philosophe des mathématiques français.
- 22 mai : Bertha Swirles (morte en 1999), mathématicienne britannique.
- 23 mai : William Prager (mort en 1980), ingénieur et mathématicien allemand naturalisé américain.
- 24 mai : Władysław Orlicz (mort en 1990), mathématicien polonais.
- 14 juin : Alonzo Church (mort en 1995), mathématicien américain.
- 17 juin : William Vallance Douglas Hodge (mort en 1975), mathématicien écossais.
- 26 juillet : Kurt Mahler (mort en 1988), mathématicien britannique d'origine allemande.
- 27 août : Miron Nicolescu (mort en 1975), mathématicien roumain.
- 7 septembre : Dudley E. Littlewood (mort en 1979), mathématicien britannique.
- 10 septembre : Georges de Rham (mort en 1990), mathématicien suisse.
- 22 septembre : Andreï Markov (mort en 1979), mathématicien, physicien et chimiste russe.
- 4 octobre : John Vincent Atanasoff (mort en 1995), physicien, mathématicien et ingénieur américain d'origine bulgare.
- 18 octobre : Zygmunt William Birnbaum (mort en 2000), mathématicien, statisticien ukrainien.
- 19 octobre : Jean Delsarte (mort en 1968), mathématicien français.
- 21 octobre : Llewellyn Thomas (mort en 1992), physicien et mathématicien appliqué britannique.
- 29 octobre : Marie Charpentier (morte en 1994), mathématicienne française.
- 3 décembre : Sydney Goldstein (mort en 1989), mathématicien britannique.
- 7 décembre : Danilo Blanuša (mort en 1987), mathématicien, physicien, ingénieur croate.
- 28 décembre : John von Neumann (mort en 1957), mathématicien américain d'origine hongroise.
- 29 décembre : Marcel Brelot (mort en 1987), mathématicien français.

## Décès

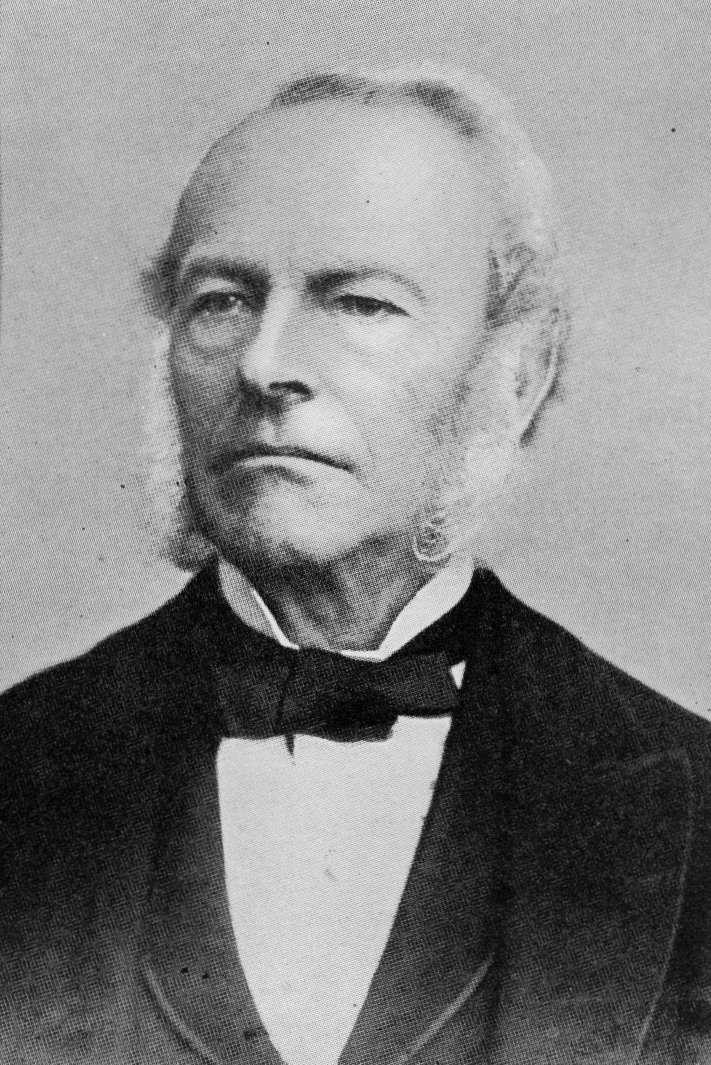
George Stokes

- 11 janvier : Henry William Watson (né en 1827), mathématicien britannique.
- 31 janvier : Norman Macleod Ferrers (né en 1829), mathématicien britannique.
- 1er février : George Stokes (né en 1819), mathématicien et physicien britannique, à l’origine de la loi de la viscosité.
- 21 février : František Josef Studnička (né en 1836), mathématicien et écrivain tchèque.
- 22 mars : Xavier Stouff (né en 1861), mathématicien français.
- 10 juin : Luigi Cremona, (né en 1830), mathématicien et homme politique italien.
- 7 octobre : Rudolf Lipschitz (né en 1832), mathématicien allemand.